# Адамовас (озеро, Краславский край)
А́дамовас (Ви́лку, устар. Адамово, Вилки, Боровое; латыш. Adamovas ezers, Adamovas ezers, Vilku ezers, Borovoje; латг. Adamovas azars, Vylku azars) — сточное эвтрофное озеро на востоке Латвии, располагается на территории Эзерниекской волости Краславского края. Относится к бассейну Сарьянки, правого притока Западной Двины.
Находится в 4 км северо-восточнее Эзерниеков, на высоте 174,8 м над уровнем моря в восточной части Дагдского всхолмления Латгальской возвышенности. Вытянуто в субмеридиональном направлении, длина — 0,9 км, шириной до 0,4 км. Площадь водной поверхности — 32 га. Наибольшая глубина — 2,2 м (достигается немного западнее центра акватории), средняя — 1,2 м. Подвержено зарастанию. Берега низкие, торфянистые. Котловина овальной формы. Дно ровное, илистое. Мощность донных отложений достигает 3,5 м. Площадь водосборного бассейна — 5 км² (по другим данным 2,19 км²). Сток из озера идёт на северо-восток по протоке в Волчицу, правый приток Сарьянки.